# L (scheikunde)
De L wordt op twee manieren in de chemie gebruikt:
- Als algemeen voorvoegsel bij de naamgeving van verbindingen die chiraliteit vertonen. Verbindingen waarbij dit verschijnsel optreedt hebben in het molecule geen vlak van symmetrie. Voor bijna alle eigenschappen maakt dat niet uit. Een van de makkelijk meetbare verschillen treedt op bij het passeren van gepolariseerd licht door (een oplossing van) de stof: Het vlak van polarisatie draait. De vorm waarbij het polarisatievlak naar links draait (van het Latijnse laevus), wordt aangeduid met L, de vorm waarbij het vlak naar rechts draait met D (van het Latijnse dexter).
- Als voorvoegsel bij de benoeming van koolhydraten of suikers. In de suikerchemie wordt de L gebruikt om aan te geven dat de OH-groep op de op een na laatste positie in het molecule dezelfde oriëntatie heeft als in L-glyceraldehyde